# Catrinari
Catrinari – wieś w Rumunii, w okręgu Suczawa, w gminie Panaci. W 2011 roku liczyła 77 mieszkańców. 